# Dhakuria
Dhakuria è una suddivisione dell'India, classificata come census town, di 8.842 abitanti, situata nel distretto dei 24 Pargana Nord, nello stato federato del Bengala Occidentale. In base al numero di abitanti la città rientra nella classe V (da 5.000 a 9.999 persone).

## Geografia fisica
La città è situata a 22° 57' 32 N e 88° 47' 20 E.

## Società

### Evoluzione demografica
Al censimento del 2001 la popolazione di Dhakuria assommava a 8.842 persone, delle quali 4.488 maschi e 4.354 femmine. I bambini di età inferiore o uguale ai sei anni assommavano a 1.020, dei quali 526 maschi e 494 femmine. Infine, coloro che erano in grado di saper almeno leggere e scrivere erano 6.243, dei quali 3.418 maschi e 2.825 femmine.